# Odontopera lentiginosaria
Odontopera lentiginosaria là một loài bướm đêm trong họ Geometridae.